# Henrietta (Teksas)
Henrietta – miasto w Stanach Zjednoczonych, w stanie Teksas, w hrabstwie Clay. W 2000 roku liczyło 3264 mieszkańców.